# Милатовић
Милатовић је српско презиме, јавља се у Никшићу, Даниловграду, Пљевљима, Бијелом Пољу, Подгорици, Котору и Тивату у Црној Гори. Презиме се јавља и у Србији, Хрватској и БиХ, и занимљиво је то да Милатовића има и католика,муслимана, као и православних. Познати носиоци овог презимена су Вељко Милатовић, народни херој Југославије као и савремени књижевник и новинар Петар Милатовић. Ту је и прослављени члан рок групе Рибља Чорба, Мирослав-Вицко Милатовић и актуелни председник Црне Горе Јаков Милатовић.
У Дубровачкој архиви постоје записи да су Милатовићи били средњовековна српска властела у Хуму, као и да су са још три властеле били најјачи властелини у Хуму током 14. века и 15. века. Родоначелник некадашње властеле и садашњег презимена је Милат, који се помиње као тепчија у 14. веку. Милат је имао синове кнежеве Вукашина, Гргура, Санка и Вука, као и кћерку Јаковицу. Узима се да је Вук Милатовић 1399. године у једној повељи Вук Тепчић, са алузијом да је презиме Тепчић изведено од титуле његовог оца. 
Сви Милатовићи су имали титуле војвода или кнезова. Војвода Вукашин Милатовић и кнез Гргур Милатовић јављају се као представници Хума на босанским владарским документима из 14. века. 
Милатовићи су учествовали и у босанско-дубровачком рату 1403. године. Милатовићи су били под контролом војводе Сандаља Хранића Косаче. У 15. веку међу наследницима се истиче војвода Марко Грегуров Милатовић, властелин Стефана Вукчића Косаче.